# Murmur (demon)

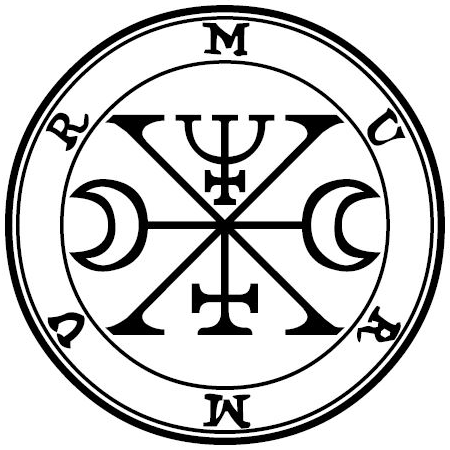
Sigil służący do przywołania Murmura

Murmur – w tradycji okultystycznej demon, upadły anioł, książę i hrabia piekła. Znany również pod imionami Murmus, Murmuks, Murmux i Murmuur. Przed upadkiem przynależał do Chóru Aniołów i Tronów. Rozporządza 30 legionami duchów. W Sztuce Goecji jest pięćdziesiątym czwartym, a w Pseudomonarchii Daemonum czterdziestym duchem.

## Wdemonologii
By go przywołać i podporządkować, potrzebna jest jego pieczęć, która według Sztuki Goecji powinna być zrobiona z miedzi albo z miedzi i srebra zmieszanych w równych proporcjach.
Naucza filozofii. Potrafi również przyprowadzać dusze zmarłych, które pod jego wpływem odpowiadają na pytania egzorcysty. Jest uważany za demona muzyki.
Przedstawiany jest jako wojownik ujeżdżający gryfa, a według Dictionnaire Infernal ujeżdża sępa. Na głowie nosi książęcą koronę. Przed nim kroczą jego posłańcy grający na trąbkach.

## Wkulturze masowej
- Pojawia się w grze Hellgate: London.
- Można go zobaczyć w grze Shin Megami Tensei: Devil Survivor.
- W japońskim serialu animowanym Pamiętnik przyszłości (Mirai Nikki) występuje postać która nosi jego imię. Jest tam najprawdopodobniej kobietą która pomaga Bogu.
- W grze World of Warcraft: The Burning Crusade występuje postać nosząca jego imię jako boss jednej z instancji. Jest on wielkim żywiołakiem przywołanym niechcący przez Radę Cienia chcącą przywołać w Auchindoun potężnego demona.